# Seebachtal (Friaul-Julisch Venetien)

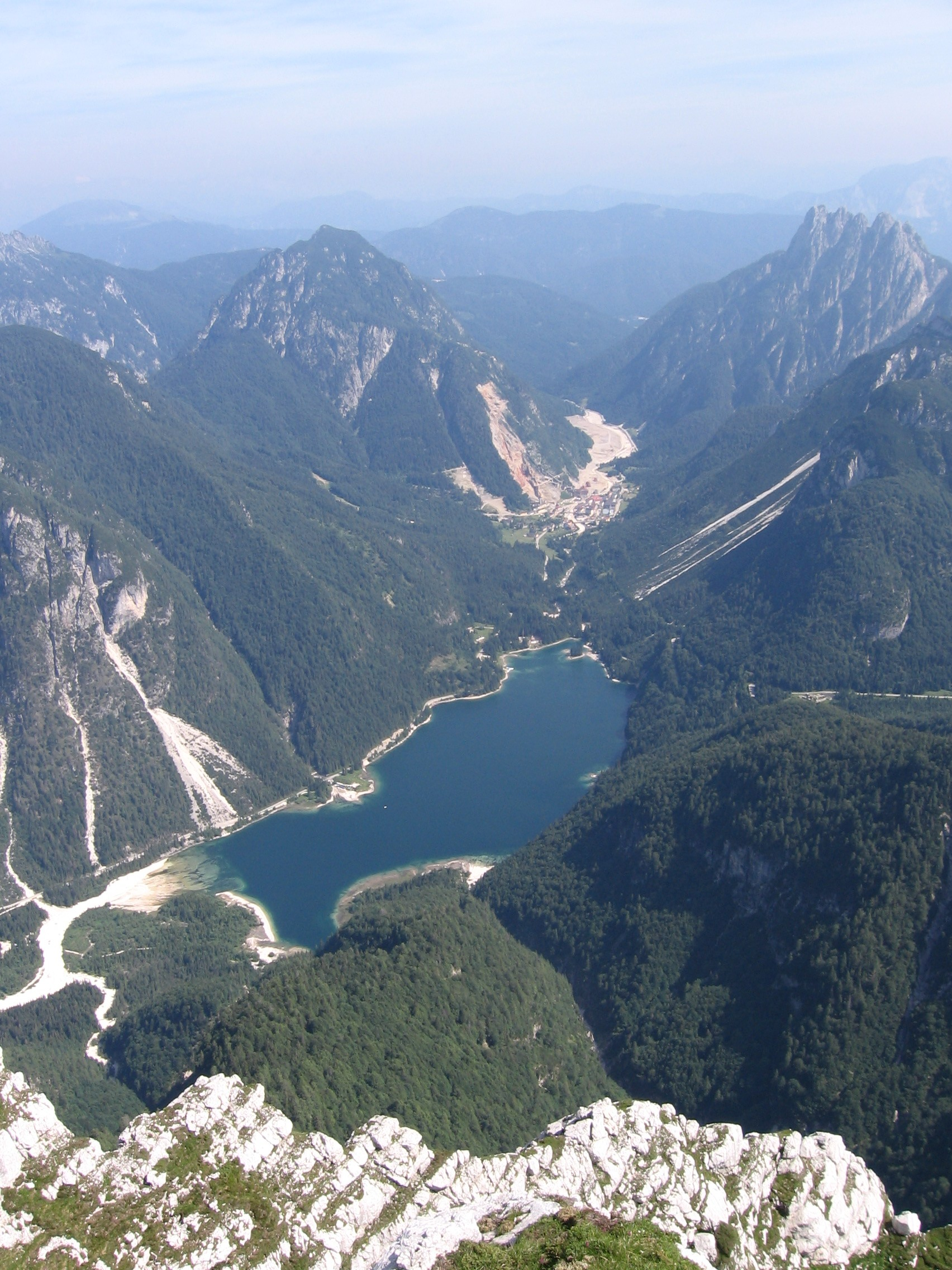
Seebachtal

Als Seebachtal (italienisch Val Rio del Lago, slowenisch Rabeljska dolina) wird das Tal der Gailitz oberhalb von Tarvis bezeichnet. Es liegt in den westlichen Julischen Alpen und ist ein Seitental des Kanaltales. 
Es führt, taleinwärts betrachtet, von Tarvis zunächst nach Süden, dann nach Westen zum Neveasattel. Einzige größere Siedlung des Tales ist der ehemalige Bergwerksort Raibl (Cave del Predil; slow. Rabelj). Oberhalb von Raibl liegt der Raibler See. Das Tal wird von der Gailitz durchflossen. Das innere Tal, das Tal des Rio del Lago, wird Raiblertal genannt.
In den Seitentälern finden sich zahlreiche Zeugnisse der Gebirgsfront des Ersten Weltkrieges.
Verkehrstechnische Erschließung:
- Fahrstraße von Tarvis über Raibl zum Predilpass und weiter über das Koritnicatal nach Bovec (Flitsch) in Slowenien
- Fahrstraße von Raibl über den Neveasattel nach Chiusaforte im Eisental

Koordinaten: 46° 26′ 32,5″ N, 13° 34′ 18,2″ O